# Galicisch-Portugees

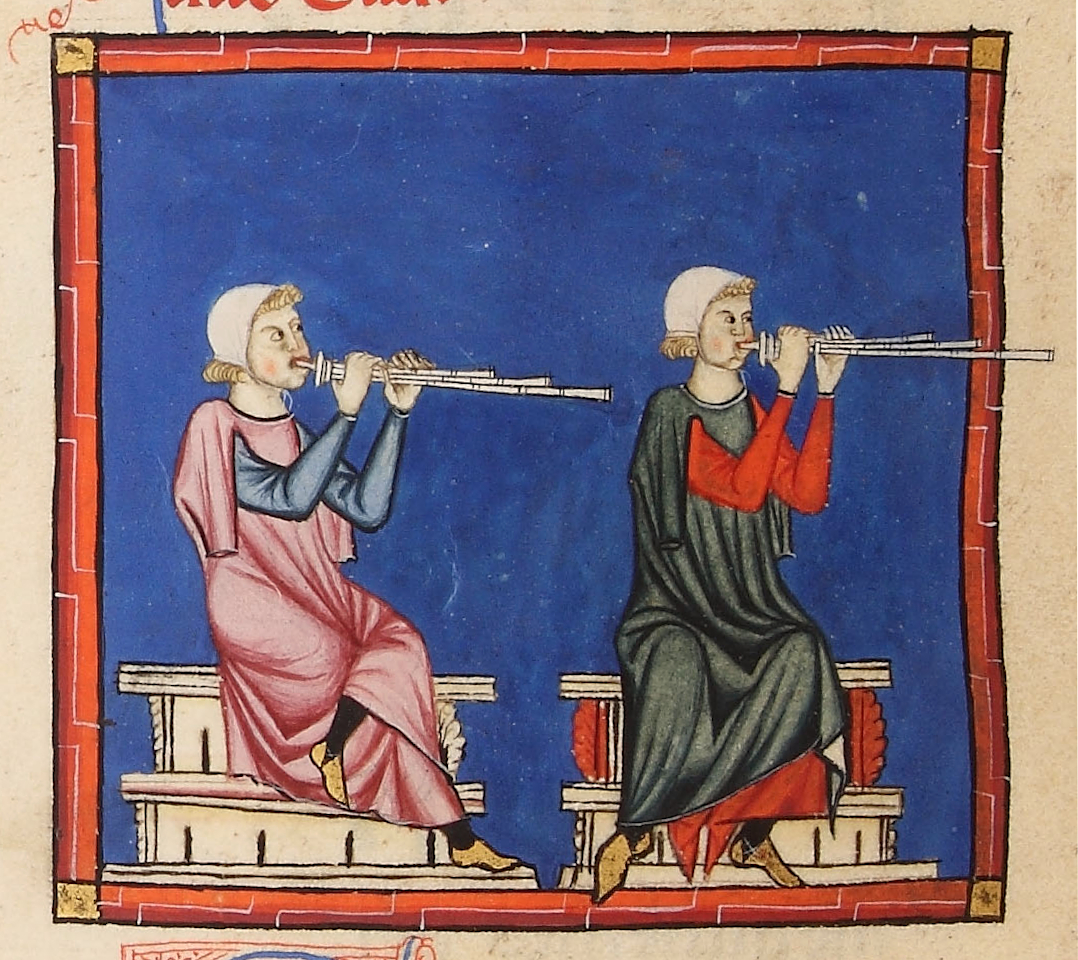
Illustratie van de Cantigas de Santa Maria, het bekendste Galicisch-Portugese werk

Galicisch-Portugees of Portugees-Galicisch (Galicisch: galego-portugués of galaico-portugués, Portugees: galego-português of galaico-português) was een West-Iberische Romaanse taal die in de middeleeuwen gesproken werd in het noordwestelijke deel van het Iberisch Schiereiland. Modern Portugees, Galicisch en Fala stammen allen af van deze taal. De term Galicisch-Portugees wordt ook wel gebruikt om de taalgroep van deze drie moderne talen aan te duiden.

## Geschiedenis
Galicisch-Portugees kwam in gebruik rond het jaar 600 in het Koninkrijk Galicië. In het jaar 800 was het de spreektaal van heel Noordwest-Iberië. De taal werd oorspronkelijk alleen gesproken in het gebied tussen de Golf van Biskaje en de Douro-rivier, maar het taalgebied verspreidde zich verder naar het zuiden uit naarmate meer van het Iberisch Schiereiland op de Moren veroverd werd tijdens de Reconquista.
De oudst bekende geschreven teksten in het Galicisch-Portugees zijn gevonden in een document dat hoofdzakelijk in het vulgair Latijn was opgesteld. Dit document, Doação à Igreja de Sozello, dateert uit 870. Geleidelijk verving Galicisch-Portugees het Latijn als schrijftaal en begin 13e eeuw zien we de eerste documenten die geheel in het Galicisch-Portugees opgesteld werden.
De taal werd gebruikt voor (gezongen) poëzie en andere literatuur op het Iberisch Schiereiland vanaf eind 12e eeuw tot midden 14e eeuw. Er zijn zo'n 160 dichters bekend, waarvan zo'n 1700 gedichten zijn overgeleverd. Het bekendste werk is wel de Cantigas de Santa Maria, een verzameling van 420 liederen die voornamelijk over de heilige Maria handelden. Traditioneel worden deze liederen toegeschreven aan koning Alfons X van Castilië. 
Koning Dionysius van Portugal, die ook poëzie in het Galicisch-Portugees schreef, verving in 1290 Latijn met Galicisch-Portugees als officiële taal van Portugal. In die tijd had de taal nog geen naam en werd het de lingua vulgar genoemd.
Nadat Portugal in 1139 onafhankelijk werd, begonnen Galicië (dat bij Castilië en León bleef) en Portugal uit elkaar te drijven. De verschillen qua uitspraak en woordenschat in Portugal en Galicië werden steeds groter, en langzamerhand ontwikkelde het Galicisch en Portugees zich tot twee aparte talen. De twee talen zijn echter nog steeds goed onderling verstaanbaar, vooral tussen Noord-Portugezen en Galiciërs. Een derde Galicisch-Portugese taal, het Fala, wordt gesproken door zo'n 5.000 tot 10.000 mensen in het noordwestelijke deel van de Spaanse provincie Extremadura, langs de grens met Portugal.